# 第154独立警備連隊 (ロシア陸軍)
第154独立警備連隊（ロシア語: 154-й отдельный комендантский полк）は、ロシア陸軍の連隊。モスクワ市の警備およびロシア連邦軍における儀仗隊としての任務を担当する。ピョートル1世によって創設された遊戯連隊に起源をもつ帝政ロシアの近衛連隊、近衛プレオブラジェンスキー連隊の名にちなんだ「プレオブラジェンスキー連隊」の名が与えられた。

## 歴史

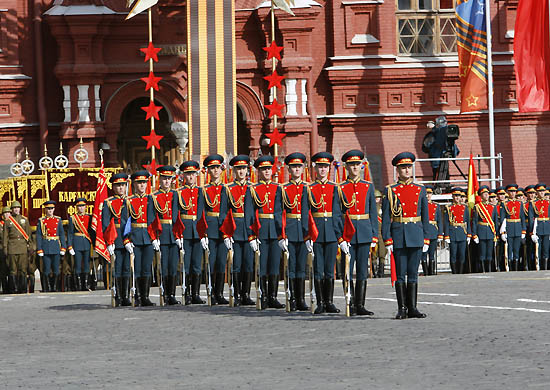
戦勝記念パレードにて（2010年）

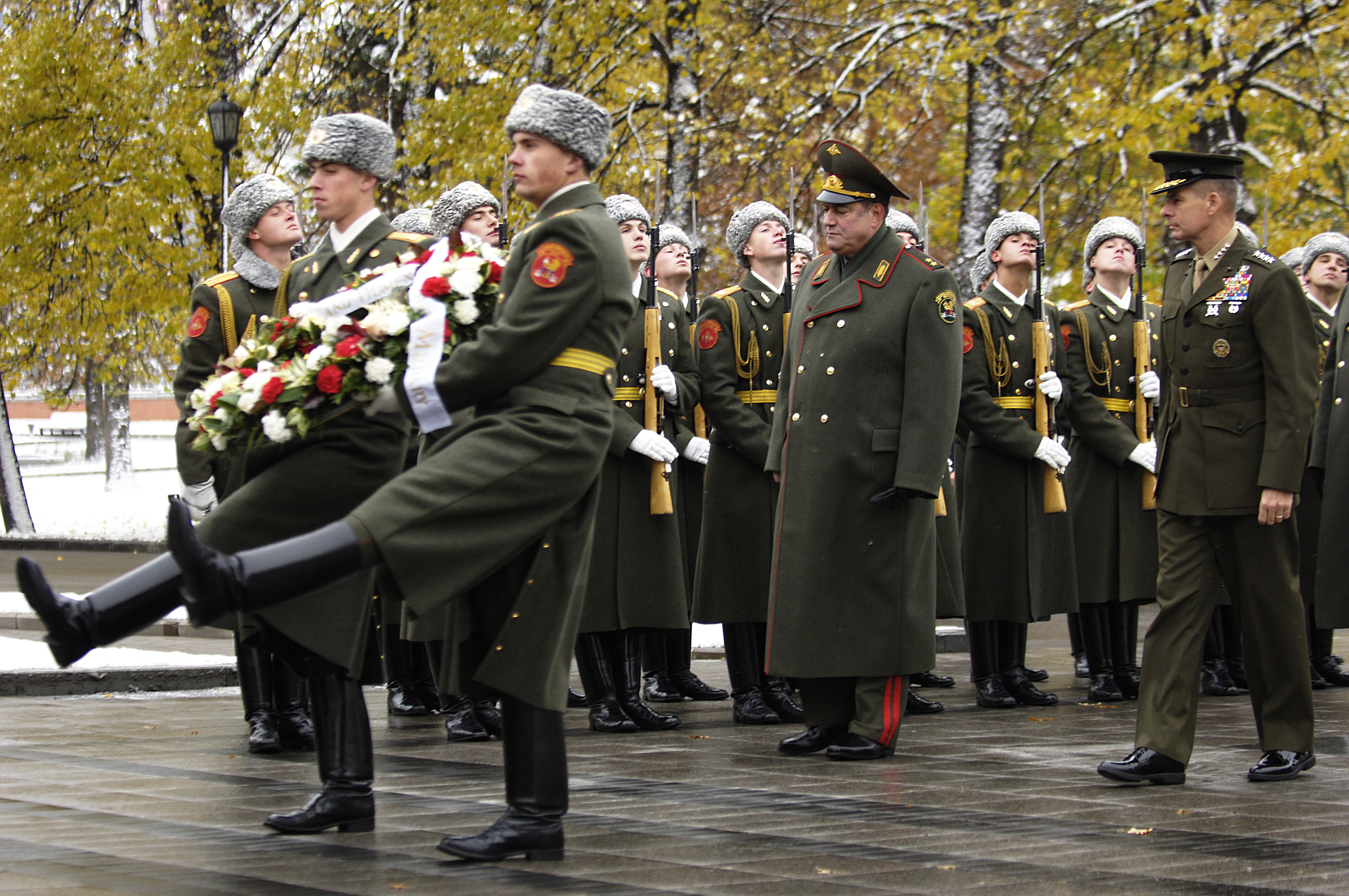
アレクサンドル庭園にある無名戦士の墓に献花する隊員（2006年）

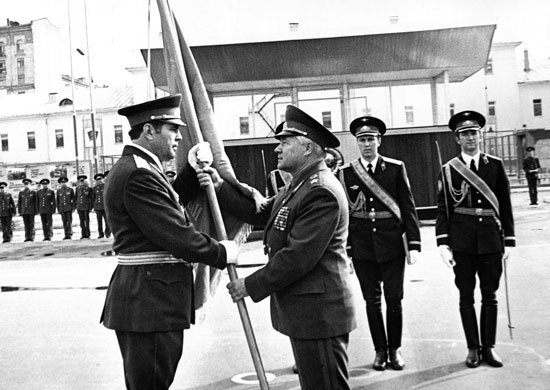
ウラジーミル・ゴヴォロフ（中央）より連隊旗を授与される指揮官（1980年）

### 創設期
- 1918年3月11日：モスクワの市軍事警備司令部に警備班創設。
- 1918年7月13日：市軍事委員部警備班に改称。
- 1918年7月23日：独立のモスクワ警備局に改編。
- 1919年5月：全ロシア参謀本部によりモスクワ警備局規程承認。
- 1921年：赤の広場での閲兵式の組織が任務に加わる。
- 1925年：独立地方狙撃中隊が編成され、アレシンスキエ兵舎に配置された。

### 第二次世界大戦
- 1941年8月：モスクワ市の防空とバリケード防衛の組織が任務に加わり、5個防衛区、機動予備隊が増設された。防衛区には各軍事学校の生徒が動員された。
- 1941年10月20日：モスクワ市に包囲事態布告。当時、警備局は、第2、第3、第19、第30、第73独立地方狙撃大隊、第15、第16、第45、第61独立地方狙撃中隊、計3,119人を擁し、内務人民委員部（NKVD）国内軍第2独立作戦任務師団等が従属した。

終戦の時点で、警備局は6個独立現地狙撃大隊、9個独立現地狙撃中隊、3個独立現地狙撃小隊を擁した。

### 戦後
- 1945年11月20日：第73独立地方狙撃大隊に改編。アレシンスキエ兵舎に駐屯。
- 1948年4月：第465独立地方狙撃中隊に改編。
- 1948年11月3日：第465独立警備中隊に改称。
- 1949年4月10日：第465中隊に基づき、第99独立警備大隊編成。
- 1961年：第3独立自動車化狙撃大隊が解散され、第99大隊に編入された。
- 1976年末：軍事都市「レフォルトヴォ」に移転。
- 1979年12月：第99大隊に基づき、第154独立警備連隊編成。

### ロシア連邦
- 1993年5月：2番目の車両中隊編成。
- 1995年：戦闘保障小隊、通信小隊、交通規制小隊から保障中隊編成。
- 1999年12月：軍事都市「チョープルイ・スターン」に移転。
- 1999年：モスクワ防空管区の礼砲大隊が編入される。
- 2013年 :　大統領令により名誉部隊名「プレオブラジェンスキー連隊」が与えられる。

## 編制
- 連隊本部
- 技術部
- 第１指揮大隊
- 第２指揮大隊
- 軍楽隊
- 儀仗大隊
  - 第１儀仗中隊
  - 第２儀仗中隊
  - 特別模範軍楽隊
- 特殊任務中隊
- 車両中隊
- 保障中隊
- 憲兵中隊